# Spencer Compton, 1. Earl of Wilmington

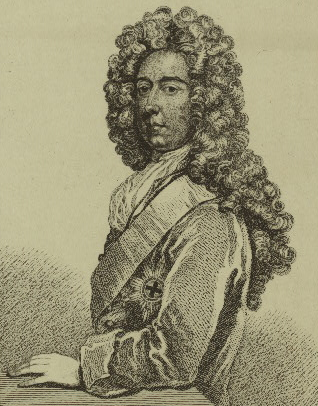
Spencer Compton, 1. Earl of Wilmington

Spencer Compton, 1. Earl of Wilmington KG KB PC (* um 1674 in Compton Wynyates, Warwickshire; † 2. Juli 1743 in London) war ein britischer Staatsmann der Whig-Partei und Premierminister.

## Biografie
Compton war der dritte Sohn des James Spencer Compton, 3. Earl of  Northampton. Er wurde an der St Paul’s School und am Trinity College der Universität Oxford ausgebildet und wurde dann zum Middle Temple zugelassen.
Am 3. Juni 1698 zog er zum ersten Mal ins Unterhaus (House of Commons) ein als Abgeordneter für das Borough Eye in Suffolk. Obwohl seine Familie aus strikten Anhängern der Tories bestand, wandte er sich nach einem Streit mit seinem Bruder George den Whigs zu. Im Parlament wurde er bald ein prominenter Abgeordneter. Er ging eine Partnerschaft mit Robert Walpole ein, die mehr als vierzig Jahre lang halten sollte.
1707 wurde er Paymaster of Pensions. Diesen Posten behielt er für die nächsten sechs Jahre, obwohl er 1710 das Parlament verließ, als eine Tory-Regierung an die Macht kam. Man nimmt an, dass die Tories ihn im Amt beließen, weil sie die Unterstützung der Familie Compton behalten wollten. 1713 zog Compton wieder ins Parlament ein, diesmal für das Borough East Grinstead in Sussex. Von 1715 bis 1728 war er Abgeordneter für das County Sussex. Als die Whigs 1715 wieder an die Macht kamen, hoffte er auf ein hohes Amt, doch er wurde enttäuscht. Er wurde Schatzmeister des Prince of Wales (des späteren Königs Georg II.). Kurz darauf wurde er einstimmig zum Sprecher des Unterhauses gewählt. Diesen Posten hatte er von 1715 bis 1727 inne. Er behielt diese Rolle trotz der Spaltung der Whigs 1717, wo er sich der Walpole-Townshend-Allianz anschloss und sich plötzlich in Opposition zur damaligen Regierung befand. Es gelang ihm, seine Position bis 1720, als die Spaltung überwunden wurde, zu behalten. 1716 wurde er ins Privy Council aufgenommen.
Compton war als laxer Sprecher des Unterhauses bekannt. Als sich einmal ein Abgeordneter darüber beschwerte, dass er unterbrochen würde, sagte Compton zu ihm: „Sie haben das Recht zu sprechen, Sir, aber das Haus hat das Recht zu entscheiden, ob es Ihnen zuhören will.“
Als Walpole 1721 der führende Minister wurde, gab es Spekulationen über seine Zukunft, falls König Georg I. sterben sollte und sein Sohn König würde. Der Thronfolger war mehr Compton als Walpole zugeneigt und erklärte, dass er Walpole durch Compton ersetzen würde. Um das zu vermeiden, bemühte Walpole sich, Compton am Rand der Regierung zu halten, obwohl der von 1722 bis 1730 Generalzahlmeister war. 1725 wurde er als Knight Companion des neugeschaffenen Order of the Bath geadelt. 1730 trat Compton der Regierung als Lordsiegelbewahrer bei. 1727 bestieg Georg II. den Thron und bemühte sich, den Machtwechsel herbeizuführen, den er versprochen hatte. Die Königin Caroline überzeugte ihren Gatten jedoch, dass Walpole, der gerade eine großzügige Apanage für den König durchgebracht hatte, der bessere Regierungschef sei.
Um Compton aus dem Unterhaus loszuwerden, ließ Walpole ihn am 8. Januar 1728 als Baron Wilmington, of Wilmington in the County of Sussex, zum erblichen Peer erheben, wodurch er einen erblichen Sitz im Oberhaus (House of Lords) erhielt und aus dem Unterhaus ausschied. Zwei Jahre später wurde er am 14. Mai 1730 zum Earl of Wilmington und Viscount Pevensey gemacht und zum Lord President of the Council ernannt. Er näherte sich immer mehr jenen Whigs an, die Walpole kritisch gegenüberstanden, doch im Parlament blieb er auf der Linie der offiziellen Regierungspolitik. 1733 wurde er als Knight Companion in den Hosenbandorden aufgenommen.
Nach dem Rücktritt Walpoles 1742 übernahm Wilmington schließlich als Premierminister die Regierungsgeschäfte. Er war dadurch das nominelle Oberhaupt der Regierung. In Wahrheit war er jedoch nur die Repräsentationsfigur für den wirklichen Regierungschef John Carteret, 2. Earl Granville, den Außenminister für die nördlichen Gebiete. Sein Gesundheitszustand hatte sich aber inzwischen verschlechtert und er musste feststellen, dass viele Verabredungen getroffen wurden, ohne ihn zu konsultieren. Er blieb bis zu seinem Tod 1743 im Amt. Sein Nachfolger wurde Henry Pelham, der Zahlmeister der Streitkräfte. Wilmington starb ohne legitime Nachkommen, sodass all seine Adelstitel mit seinem Tod erloschen. Er hatte aber mehrere uneheliche Kinder. Sein Vermögen erbte sein Neffe James Compton, 5. Earl of Northampton.
Die US-amerikanischen Städte Wilmington (North Carolina) und Wilmington (Delaware) sind nach ihm benannt.